# Ykkönen 2011
La Ykkönen 2011 fu la diciassettesima edizione della seconda serie del campionato finlandese di calcio come Ykkönen. Il campionato, con il formato a girone unico e composto da tredici squadre, venne vinto dal Lahti, che venne promosso in Veikkausliiga.

## Stagione

### Novità
Dalla Ykkönen 2010 venne promosso in Veikkausliiga il RoPS, mentre vennero retrocessi in Kakkonen il TPV, il Klubi-04 e l'MP. Dalla Veikkausliiga 2010 venne retrocesso il Lahti, mentre dal Kakkonen venne promosso l'HIFK. All'AC Oulu, a cui era stata revocata la licenza di partecipazione alla Veikkausliiga a causa di problemi finanziari, venne concessa la licenza di partecipazione al campionato di Ykkönen.

### Formula
Le tredici squadre si affrontavano due volte nel corso del campionato, per un totale di 24 giornate. La prima classificata veniva promossa direttamente in Veikkausliiga. Le ultime quattro classificate venivano retrocesse direttamente in Kakkonen.

## Squadre partecipanti
| Club          | Città       | Stadio                  | Stagione 2010                |
| ------------- | ----------- | ----------------------- | ---------------------------- |
| Espoo         | Espoo       | Leppävaaran stadion     | 6º posto in Ykkönen          |
| HIFK          | Helsinki    | Töölön Pallokenttä      | 1º posto in Kakkonen lohko A |
| Hämeenlinna   | Hämeenlinna | Kaurialan kenttä        | 10º posto in Ykkönen         |
| JIPPO         | Joensuu     | Keskusurheilukenttä     | 11º posto in Ykkönen         |
| KooTeePee     | Kotka       | Arto Tolsa Areena       | 7º posto in Ykkönen          |
| KPV           | Kokkola     | Kokkolan Keskuskenttä   | 4º posto in Ykkönen          |
| Lahti         | Lahti       | Lahden Stadion          | 14º posto in Veikkausliiga   |
| OPS           | Oulu        | Castrén                 | 5º posto in Ykkönen          |
| AC Oulu       | Oulu        | Castrén                 | 11º posto in Veikkausliiga   |
| PK-35 Vantaa  | Vantaa      | ISS Stadion             | 8º posto in Ykkönen          |
| PoPa          | Pori        | Porin stadion           | 3º posto in Ykkönen          |
| PS Kemi Kings | Kemi        | Sauvosaari              | 9º posto in Ykkönen          |
| Viikingit     | Helsinki    | Vuosaaren Urheilukenttä | 2º posto in Ykkönen          |

## Classifica finale
|  | Pos. | Squadra       | Pt | G  | V  | N  | P  | GF | GS | DR  |
|  | ---- | ------------- | -- | -- | -- | -- | -- | -- | -- | --- |
|  | 1.   | Lahti         | 52 | 24 | 16 | 4  | 4  | 50 | 18 | +32 |
|  | 2.   | OPS           | 49 | 24 | 15 | 4  | 5  | 46 | 26 | +20 |
|  | 3.   | AC Oulu       | 48 | 24 | 14 | 6  | 4  | 51 | 22 | +29 |
|  | 4.   | PK-35 Vantaa  | 44 | 24 | 13 | 5  | 6  | 38 | 19 | +19 |
|  | 5.   | Viikingit     | 43 | 24 | 13 | 4  | 7  | 50 | 28 | +22 |
|  | 6.   | KooTeePee     | 41 | 24 | 13 | 2  | 7  | 37 | 26 | +11 |
|  | 7.   | Hämeenlinna   | 33 | 24 | 9  | 6  | 9  | 30 | 34 | -4  |
|  | 8.   | JIPPO         | 30 | 24 | 6  | 12 | 6  | 24 | 20 | +4  |
|  | 9.   | HIFK          | 29 | 24 | 8  | 5  | 11 | 26 | 30 | -4  |
|  | 10.  | PS Kemi Kings | 19 | 24 | 5  | 4  | 15 | 25 | 43 | -18 |
|  | 11.  | PoPa          | 19 | 24 | 6  | 1  | 17 | 23 | 58 | -35 |
|  | 12.  | KPV           | 16 | 24 | 4  | 4  | 16 | 19 | 58 | -39 |
|  | 13.  | Espoo         | 14 | 24 | 3  | 5  | 16 | 19 | 56 | -37 |

Legenda:
      Promossa in Veikkausliiga
      Retrocesse in Kakkonen
Note:
Tre punti a vittoria, uno a pareggio, zero a sconfitta.